# دنیس استورات (جودوکار)
دنیس استورات (انگلیسی: Dennis Stewart؛ زادهٔ ۱۲ مه ۱۹۶۰) جودوکار اهل بریتانیا بود.
وی در مسابقات کشوری و بین‌المللی در مجموع برندهٔ ۱ مدال برنز شده‌است.